# Кріс Ділейні
Кріс Ділейні (англ. Chris Delaney; нар. 16 липня 1957) — колишній американський тенісист.
Найвищу одиночну позицію світового рейтингу — 48 місце досяг 24 березня, 1980, парну — 922 місце — 5 листопада, 1990 року.
Здобув 3 парні титули.
Найвищим досягненням на турнірах Великого шолома було 2 коло в одиночному розряді.

## Фінали Гран-прі та WCT

### Парний розряд (3–1)
| Результат | В-П | Дата     | Турнір          | Покриття | Партнер        | Суперники                          | Рахунок  |
| --------- | --- | -------- | --------------- | -------- | -------------- | ---------------------------------- | -------- |
| Перемога  | 1–0 | Лис 1977 | Тайбей, Тайвань | Тверде   | Пет Дюпре      | Стів Дочерті Том Гормен (тенісист) | 7–6, 7–6 |
| Перемога  | 2–0 | Лис 1979 | Бомбей, Індія   | Ґрунт    | Джеймс Ділейні | Томас Фюрст Вольфганг Попп         | 7–6, 6–2 |
| Поразка   | 2–1 | Бер 1980 | Мец, Франція    | Килим    | Кім Ворвік     | Колін Діблі Джін Меєр              | 6–7, 5–7 |
| Перемога  | 3–1 | Бер 1980 | Ніцца, Франція  | Ґрунт    | Кім Ворвік     | Станіслав Бірнер Їржі Гржебець     | 6–4, 6–0 |